# Associazione Giovanile Nocerina 1910 2000-2001
Questa pagina raccoglie le informazioni riguardanti l'Associazione Giovanile Nocerina 1910 nelle competizioni ufficiali della stagione 2000-2001.

## Rosa
| N. |                      | Ruolo | Calciatore             |
| -- | -------------------- | ----- | ---------------------- |
| -  | Italia (bandiera)    | C     | Gerardo Alfano         |
| -  | Italia (bandiera)    | A     | Roberto Arco           |
| -  | Italia (bandiera)    | A     | Vincenzo Aurino        |
| -  | Italia (bandiera)    | C     | Salvatore Avallone     |
| -  | Italia (bandiera)    | A     | Antonio Barbera        |
| -  | Italia (bandiera)    | D     | Tiziano Carnevali      |
| -  | Italia (bandiera)    | D     | Marco Ciardiello       |
| -  | Italia (bandiera)    | C     | Leonardo Coppola       |
| -  | Italia (bandiera)    | P     | Vincenzo Criscuolo     |
| -  | Italia (bandiera)    | D     | Salvatore D'Alterio    |
| -  | Italia (bandiera)    | C     | Emiliano De Juliis     |
| -  | Venezuela (bandiera) | D     | Josè Rafael Del Nunzio |

| N. |                   | Ruolo | Calciatore         |
| -- | ----------------- | ----- | ------------------ |
| -  | Italia (bandiera) | D     | Marcello Esposito  |
| -  | Italia (bandiera) | D     | Mario Follera      |
| -  | Italia (bandiera) | C     | Sigismondo Gatta   |
| -  | Italia (bandiera) | A     | Carlo Giacchino    |
| -  | Italia (bandiera) | C     | Ferdinando Giufuni |
| -  | Italia (bandiera) | D     | Giovanni Langella  |
| -  | Italia (bandiera) | P     | Daniele Lorenzini  |
| -  | Italia (bandiera) | A     | Graziano Nocera    |
| -  | Italia (bandiera) | D     | Luca Pierotti      |
| -  | Italia (bandiera) | A     | Corrado Pilleddu   |
| -  | Italia (bandiera) | D     | Paolo Siroti       |
| -  | Italia (bandiera) | A     | Claudio Turchetti  |

## Risultati

### Campionato

#### Girone di andata
| 3 settembre 2000 1ª giornata | Nocerina | 2 – 3 | Ascoli |  |

| 10 settembre 2000 2ª giornata | Fidelis Andria | 0 – 1 | Nocerina |  |

| 17 settembre 2000 3ª giornata | Viterbese | 0 – 1 | Nocerina |  |

| 24 settembre 2000 4ª giornata | Nocerina | 0 – 0 | Castel di Sangro |  |

| 1º ottobre 2000 5ª giornata | Avellino | 2 – 0 | Nocerina |  |

| 8 ottobre 2000 6ª giornata | Nocerina | 0 – 0 | Giulianova |  |

| 15 ottobre 2000 7ª giornata | Messina | 1 – 1 | Nocerina |  |

| 22 ottobre 2000 8ª giornata | Nocerina | 2 – 3 | Savoia |  |

| 29 ottobre 2000 9ª giornata | Nocerina | 1 – 0 | Vis Pesaro |  |

| 5 novembre 2000 10ª giornata | Lodigiani | 0 – 1 | Nocerina |  |

| 19 novembre 2000 11ª giornata | Nocerina | 2 – 3 | Atletico Catania |  |

| 26 novembre 2000 12ª giornata | L'Aquila | 2 – 0 | Nocerina |  |

| 3 dicembre 2000 13ª giornata | Nocerina | 3 – 1 | Torres |  |

| 10 dicembre 2000 14ª giornata | Sporting Benevento | 1 – 1 | Nocerina |  |

| 17 dicembre 2000 15ª giornata | Nocerina | 1 – 1 | Catania |  |

| 23 dicembre 2000 16ª giornata | Palermo | 1 – 0 | Nocerina |  |

| 7 gennaio 2001 17ª giornata | Nocerina | 1 – 0 | Fermana |  |

#### Girone di ritorno
| 14 gennaio 2001 18ª giornata | Ascoli | 2 – 0 | Nocerina |  |

| 21 gennaio 2001 19ª giornata | Nocerina | 0 – 3 | Fidelis Andria |  |

| 28 gennaio 2001 20ª giornata | Nocerina | 0 – 3 | Viterbese |  |

| 4 febbraio 2001 21ª giornata | Castel di Sangro | 0 – 0 | Nocerina |  |

| 11 febbraio 2001 22ª giornata | Nocerina | 2 – 0 | Avellino |  |

| 18 febbraio 2001 23ª giornata | Giulianova | 1 – 1 | Nocerina |  |

| 25 febbraio 2001 24ª giornata | Nocerina | 0 – 0 | Messina |  |

| 4 marzo 2001 25ª giornata | Intersavoia | 3 – 1 | Nocerina |  |

| 11 marzo 2001 26ª giornata | Vis Pesaro | 1 – 0 | Nocerina |  |

| 18 marzo 2001 27ª giornata | Nocerina | 1 – 1 | Lodigiani |  |

| 25 marzo 2001 28ª giornata | Atletico Catania 3000 | 0 – 0 | Nocerina |  |

| 8 aprile 2001 29ª giornata | Nocerina | 1 – 0 | L'Aquila |  |

| 14 aprile 2001 30ª giornata | Torres | 2 – 2 | Nocerina |  |

| 22 aprile 2001 31ª giornata | Nocerina | 0 – 2 | Sporting Benevento |  |

| 29 aprile 2001 32ª giornata | Catania | 2 – 1 | Nocerina |  |

| 6 maggio 2001 33ª giornata | Nocerina | 2 – 1 | Palermo |  |

| 13 maggio 2001 34ª giornata | Fermana | 2 – 2 | Nocerina |  |